# Georges Ifrah
Georges Ifrah, född den 29 augusti 1947 i Marrakech, död den 1 november 2019 i Paris, var en fransk populärvetenskaplig författare och matematiklärare, mest känd för sitt verk Histoire universelle des chiffres, som främst behandlar den historiska utvecklingen av talsystem, räkning och siffror.

## Histoire universelle des chiffres/Räknekonstens kulturhistoria
Ifrahs huvudverk rönte stor uppmärksamhet inom "populärvetenskapliga kretsar", har översatts till flera språk (bland dem svenska) och togs med i American Scientist's 100 or so Books that shaped a Century of Science. Å andra sidan har verket mött mycket skarp kritik från forskare inom de ämnesområden det behandlar.